# Condado de Iowa (Iowa)
O Condado de Iowa é um dos 99 condados do estado norte-americano de Iowa. A sede do condado é Marengo, que é também a sua maior cidade. O condado tem uma área de 1521 km² (dos quais 2 km² estão cobertos por água), uma população de 15 671 habitantes, e uma densidade populacional de 10 hab/km² (segundo o censo nacional de 2000). O condado foi fundado em 1843 e recebeu o seu nome em referência ao rio Iowa ou à tribo Iowa.